# Gymnusa grandiceps
Gymnusa grandiceps  (лат.) — вид мелких жуков семейства стафилиниды рода Gymnusa из подсемейства Aleocharinae. Северная Америка. Канада и США. 

## Описание
Длина тела около 5 мм. Основная окраска темно-коричневая или почти чёрная, базальный членик усиков длиннее второго. У самцов девятый стернит глубоко окаймлён апикально. Активны с марта по сентябрь. Влажные лесные места обитания, такие как еловые болота, ольховые болота,
леса из ели и восточного белого кедра (Thuja occidentalis), кедровые болота, окраины прудов и небольших ручьев. Имаго во влажной подстилке из опавших листьев и мха в этих
мест обитания.  Тело веретеновидное, плоское и коренастое. Жвалы с одним субапикальным зубцом. Все лапки состоят из пяти члеников (формула лапок 5-5-5).  Усики 11-члениковые.